# Borgward Hansa 1500 Sportcoupé
Der Borgward Hansa 1500 Sportcoupé ist ein Prototyp, den die Borgward-Werke 1954 auf dem Genfer Salon präsentierten. Zwei oder drei dieser Coupés wurden gebaut, wovon eins nach der Präsentation in den Besitz des Schweizer Borgward-Händlers Andre Stauffer in Lausanne gelangte.  

## Geschichte

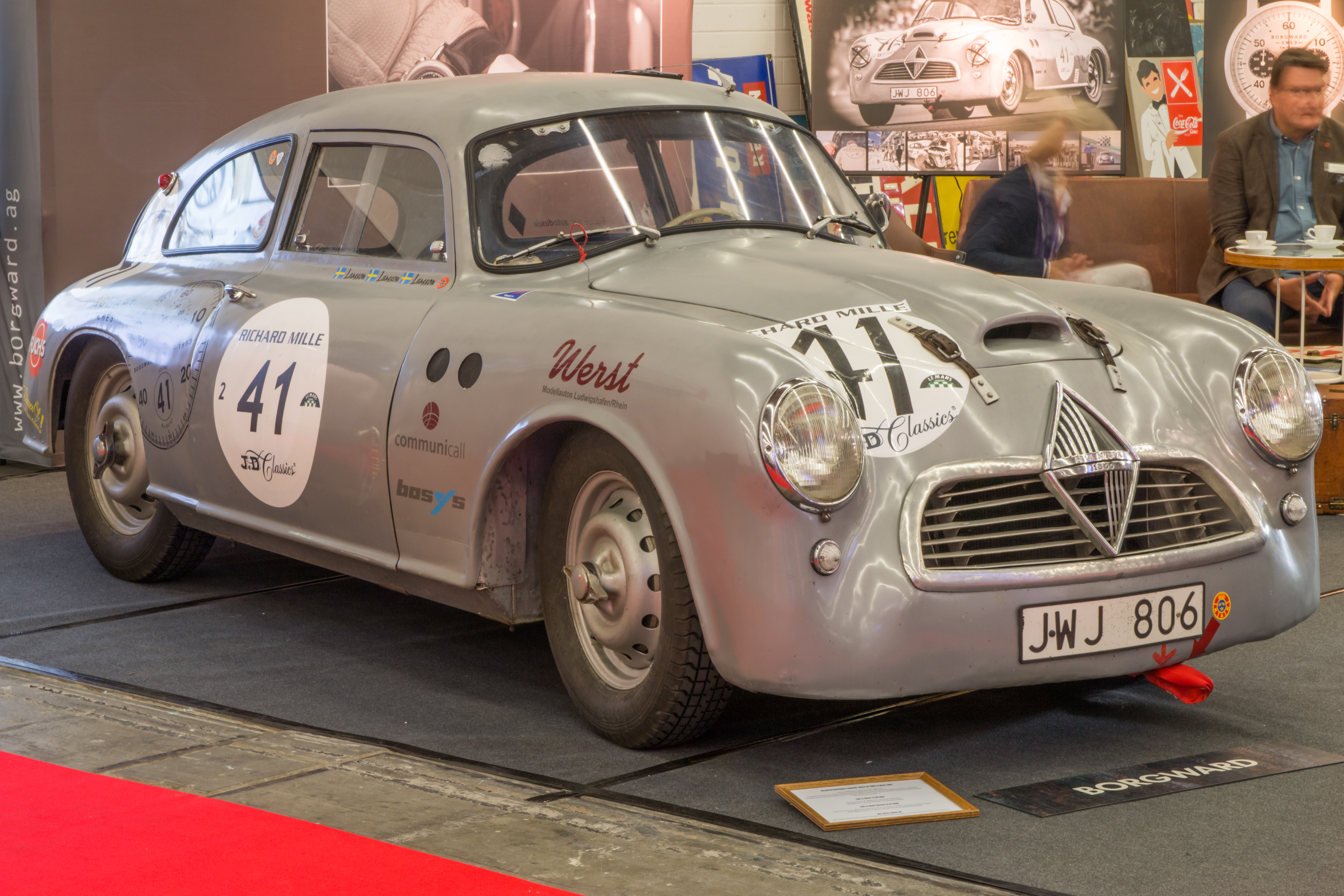
Borgward-Coupé, wie es 1953 auf der IAA vorgestellt wurde; hier auf der IAA 2019. Dieses Fahrzeug wurde beim Rennen von Le Mans 1953 eingesetzt – allerdings ohne Erfolg.

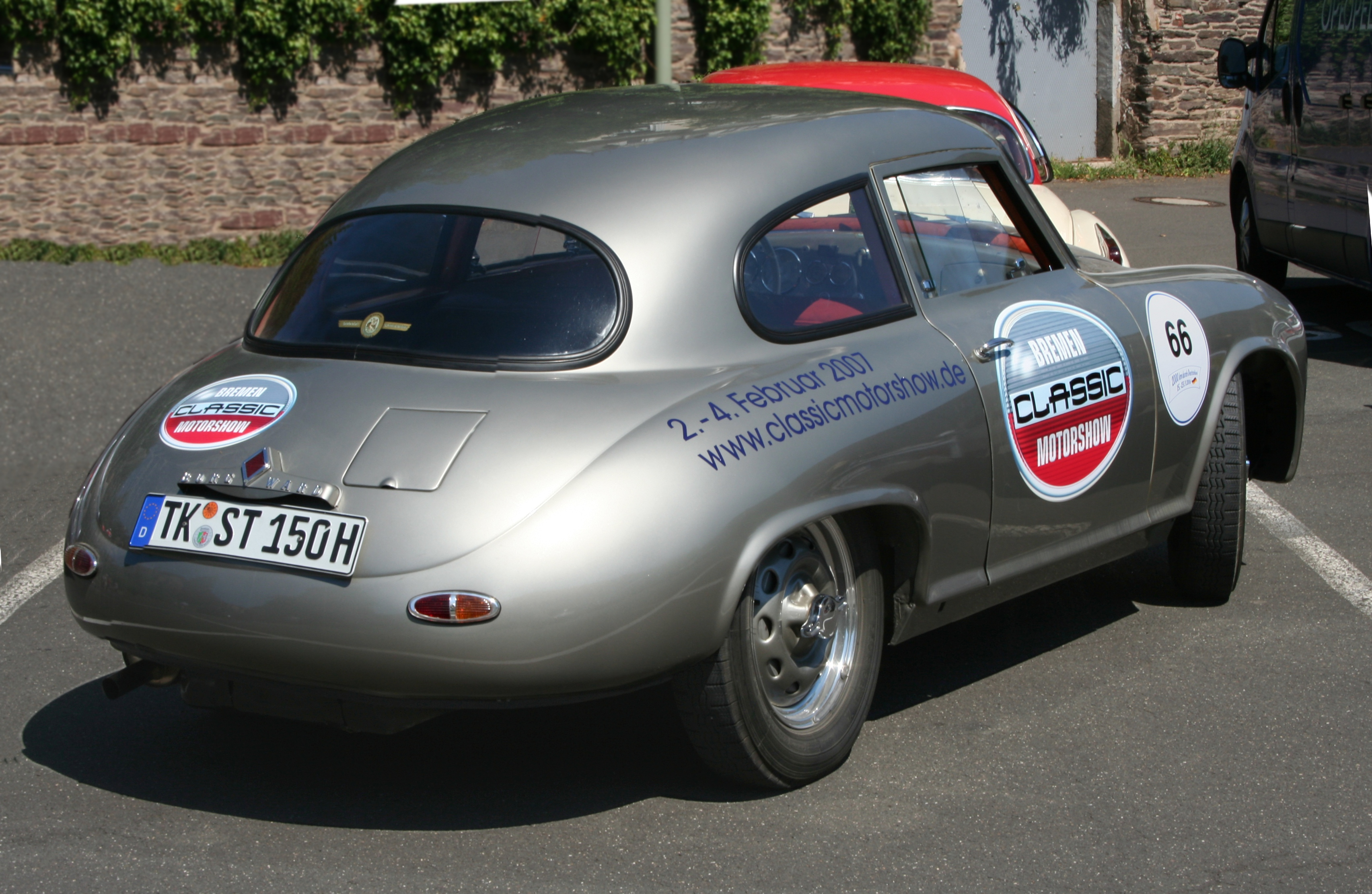
Borgward Hansa 1500 Sportcoupé 2006 bei der Oldtimer-Rallye 2000 km durch Deutschland

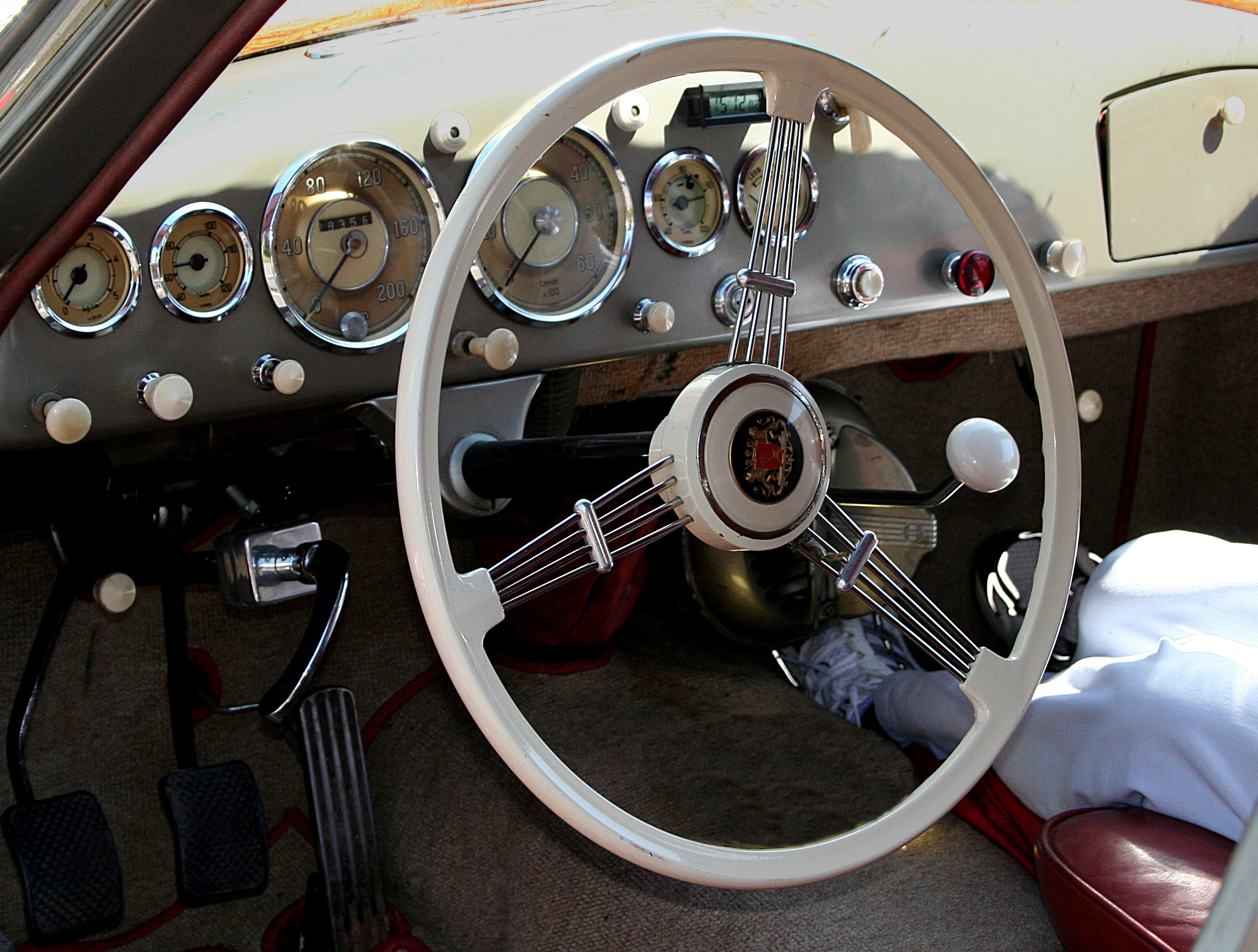
Armaturenbrett des Sportcoupés

Auf der Internationalen Automobilausstellung in Frankfurt (IAA) im März 1953 zeigte Borgward drei Coupés mit handgetriebener Leichtmetallkarosserie und 1,5-Liter-Vierzylindermotor mit einer Leistung von 80 PS (59 kW). Auffallend war die Lufthutze auf der Motorhaube. Der Wagen sollte in Serie hergestellt und für 18.000 DM verkauft werden. Die potenziellen Käufer bevorzugten jedoch den um 4000 DM günstigeren Porsche 356, obwohl der Borgward stärker und schneller war. Es blieb deshalb bei den Prototypen. 
Einer der drei Wagen erhielt einen 1,8-Liter-Motor und erzielte in Montlhéry die Weltbestleistungen von 130,7 km/h über eine Distanz von 5000 km sowie 5929 km in einer Zeit von 48 Stunden. Die Teilnahme am 24-Stunden-Rennen von Le Mans wurde ein Misserfolg: Der Wagen von Karl-Heinz Schäufele und Max Nathan verunglückte schon vor dem Rennen, Jacques Poch und Edmond Mouche gaben nach einer Stunde Rennzeit mit Motorschaden auf und Adolf Brudes/Hans Hugo Hartmann schieden durch Treibstoffmangel aus.
Beim Genfer Salon 1954 stellte Borgward je nach Quelle zwei oder drei Prototypen eines neuen Hansa-Coupés vor. Dieser Wagen wirkte mit rundlicheren Formen eleganter als der Vorgänger von 1953. Er hat eine Stahlkarosserie; nur die Motorhaube, die Türen und das Armaturenbrett sind aus Aluminium. Anstelle der Lufthutze trägt das Coupé wie die Limousinen die als schnittiges B gestaltete Borgward-Kühlerfigur. Der Innenraum ist mit Holz und Leder ausgestattet; spartanisch erscheinen dagegen die Schiebefenster in den Türen. Auch dieses Modell kam nicht zur Serienfertigung.

## Technik

### Motor und Getriebe
Der Motor des Sportcoupés von 1954 ist der wassergekühlte Reihenvierzylinder mit einem Hubraum von 1498 cm³ des Borgward Hansa 1500 (Bohrung 72 mm, Hub 92 mm). Mit zwei Solex-Fallstromvergasern 32-PBIC und einer Verdichtung von 8,5 : 1 leistet dieser Motor mit hängenden Ventilen und seitlicher Nockenwelle 80 PS (59 kW) bei 5200/min. Über eine Einscheiben-Trockenkupplung und ein vollsynchronisiertes Getriebe wird die Kraft an die Hinterachse übertragen. Der nach hinten gekröpfte Schalthebel sitzt direkt auf dem Getriebe.

### Fahrwerk
Der Wagen hat einen geschweißten Rohrrahmen, Einzelradaufhängung vorn an doppelten Querlenkern mit Schraubenfedern, hinten Pendelachse mit Torsionsstäben. Die Fußbremse wirkt hydraulisch auf vier im Vergleich zur Limousine groß dimensionierte und zur besseren Kühlung verrippte Bremstrommeln; die Handbremse wird mit einem Stock links unter dem Armaturenbrett gezogen. Eine Besonderheit des Coupès sind die Räder mit Zentralverschluss. Die Reifen haben das Format 5.50–16.

### Fahrleistungen
Laut Werksangaben beträgt die Höchstgeschwindigkeit des Borgward Hansa 1500 Sportcoupé 170 km/h.